# Betraying the Martyrs
Pour les articles homonymes, voir BTM.
Betraying the Martyrs ou BTM est un groupe de metalcore français, originaire de Paris, formé en 2008. Leur dernier album, Rapture, est sorti le 13 septembre 2019. Ils étaient auparavant classés comme groupe de deathcore, et est maintenant un groupe de metalcore et de metal symphonique.
En 2023, le groupe annonce sa dissolution avec la sortie de leur dernier EP, Godspeed le 4 octobre.

## Biographie

### Débuts (2008–2010)
Le groupe est formé en 2008. Le 18 novembre 2009, Betraying the Martyrs sort son premier EP (The Hurt, The Divine, The Light) entièrement financé par le groupe et mixé par Stéphane Buriez. L'EP se vend à plus de 2 000 exemplaires rien qu'en France.
Betraying the Martyrs fait sa première tournée européenne, The Survivors Tour. Le groupe joue en compagnie de Whitechapel, Dark Funeral, Darkness Dynamite, A Skylit Drive, Adept, Despised Icon, Dance Gavin Dance, While She Sleeps et Shadows Chasing Ghosts.

### Breathe in Life(2011–2013)

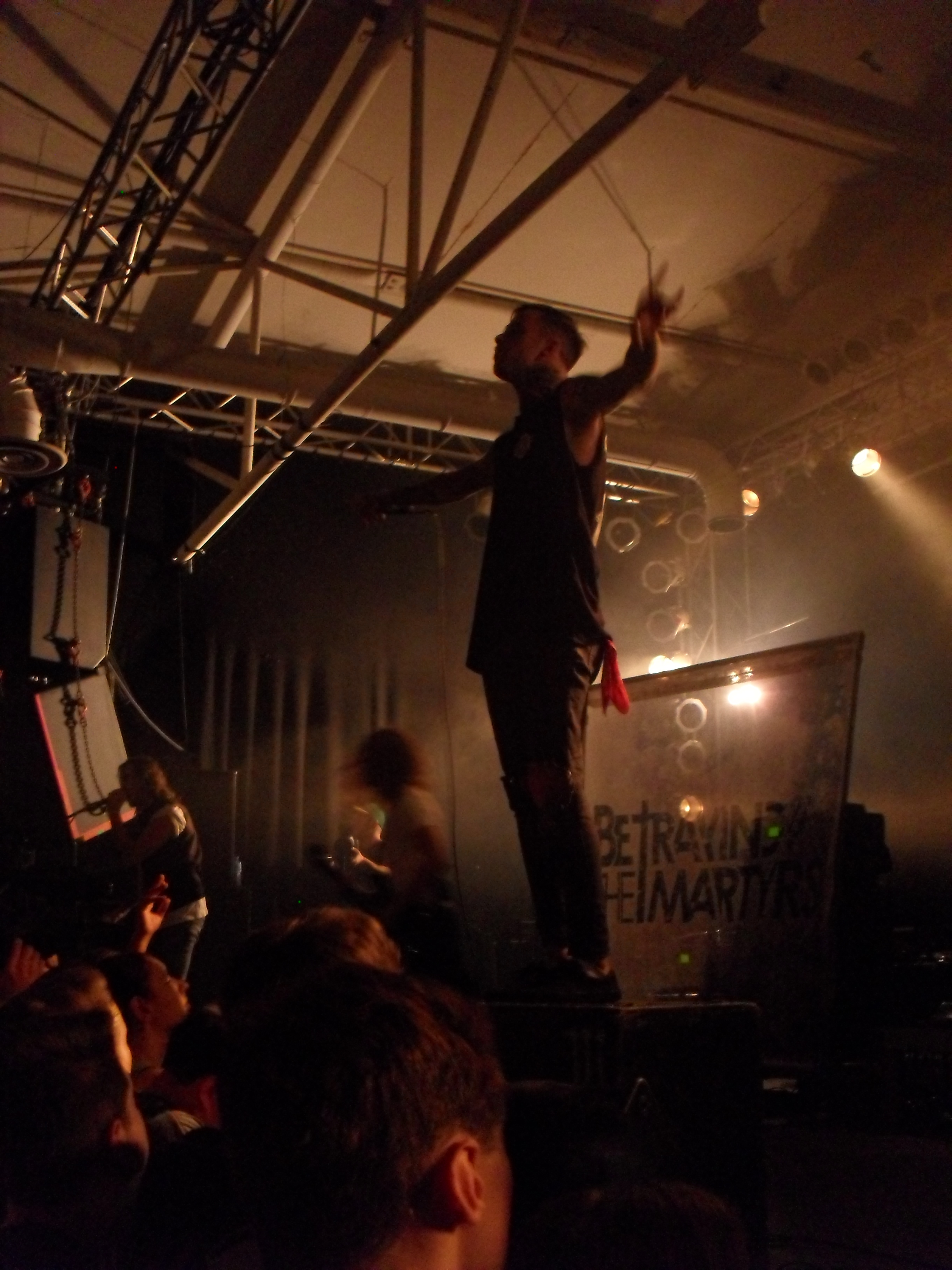
Aaron Matts sur scène avec Betraying the Martyrs en 2013.

En 2011, le groupe travaille sur leur premier album, et signe rapidement chez Sumerian Records pour l'Amérique du Nord et Listenable Records pour l'Europe. Entre avril et mai 2011, le groupe fait sa seconde tournée européenne, Breathe in Life Tour, pour la promotion de leur premier album. La tournée passe par l'Allemagne, la Russie, l'Ukraine, la Pologne, la République tchèque, la Suisse, l'Autriche, le Luxembourg, la Belgique, la France, les Pays-Bas et le Royaume-Uni. Les premières parties sont faites par le groupe russe de deathcore, My Autumn et Despite My Deepest Fear. En novembre et décembre, le groupe part en tournée aux États-Unis avec les groupes Born of Osiris, Veil of Maya, Carnifex et Struc/tures.
Le 23 septembre 2011, l'album Breathe in Life est publié avec diffusion mondiale. Il est enregistré dans le studio du groupe et mixé par Charles J Wall au Sonic Assault Studios. La pochette est réalisée par Valentin Hauser, le bassiste du groupe. L'album traite des thèmes de la vie, de la foi et des relations interpersonnelles. Breathe in Life est bien reçu par la critique européenne et particulièrement bien salué par rapport à d'autres groupes du même genre,,,. Le magazine français Guitarist and Bass Mag nomme l'album dans le Top 5 des albums de 2011 (second après Megadeth), et le meilleur nouveau groupe de l'année dans la catégorie hard metal. Dans l'été 2012, Gibson nomme le groupe dans les 10 groupes de métal à écouter avec Asking Alexandria et Five Finger Death Punch.
Au début de 2012, Betraying the Martyrs tourne en Europe dans le Bonecrusher Tour, avec Carnifex, Within the Ruins, Molotov Solution et Beneath the Massacre,. En avril 2012, le groupe participe au Sumerianos Tour aux États-Unis, aux côtés de Upon A Burning Body et I the Breather. Le groupe fait également partie de la tournée European Eclipse 2012, avec Veil of Maya, Vildhjarta, Struc/tures et Volumes. Le 15 juin 2012, ils jouent sur la Main Stage 2 du Hellfest,. Le 24 juin 2012, ils remplacent le groupe Winds of Plague au Graspop Metal Meeting. Betraying the Martyrs tourne aussi avec Asking Alexandria, While She Sleeps, Motionless in White, Chelsea Grin, Attila et Within the Ruins avant de retourner en studio pour leur second album Phamton,.
À l'automne 2012, le groupe est inclus au The All Stars Tour 2012 avec Suicide Silence, Unearth, Attila et Winds of Plague. Au Mayhem Festival 2012, le groupe joue en compagnie de Slipknot, Slayer, Anthrax et d'autres groupes. En mai 2012, Antoine Salin quitte le groupe et est remplacé à la batterie par le russe Mark Mironov.
En été 2013, Betraying the Martyrs fait plusieurs festivals en Europe ; Greenfield Festival en Suisse aux côtés de Rammstein, Queens of the Stone Age, The Prodigy et Parkway Drive ; Ghosfest avec The Devil Wears Prada, Chelsea Grin ou Veil of Maya ; Never Say Die! Tour avec Emmure, Carnifex, I Killed The Prom Queen, Hundredth, Northlane et Hand of Mercy. En novembre 2013, ils font une tournée scandinave.

### Phantom(2014–2016)

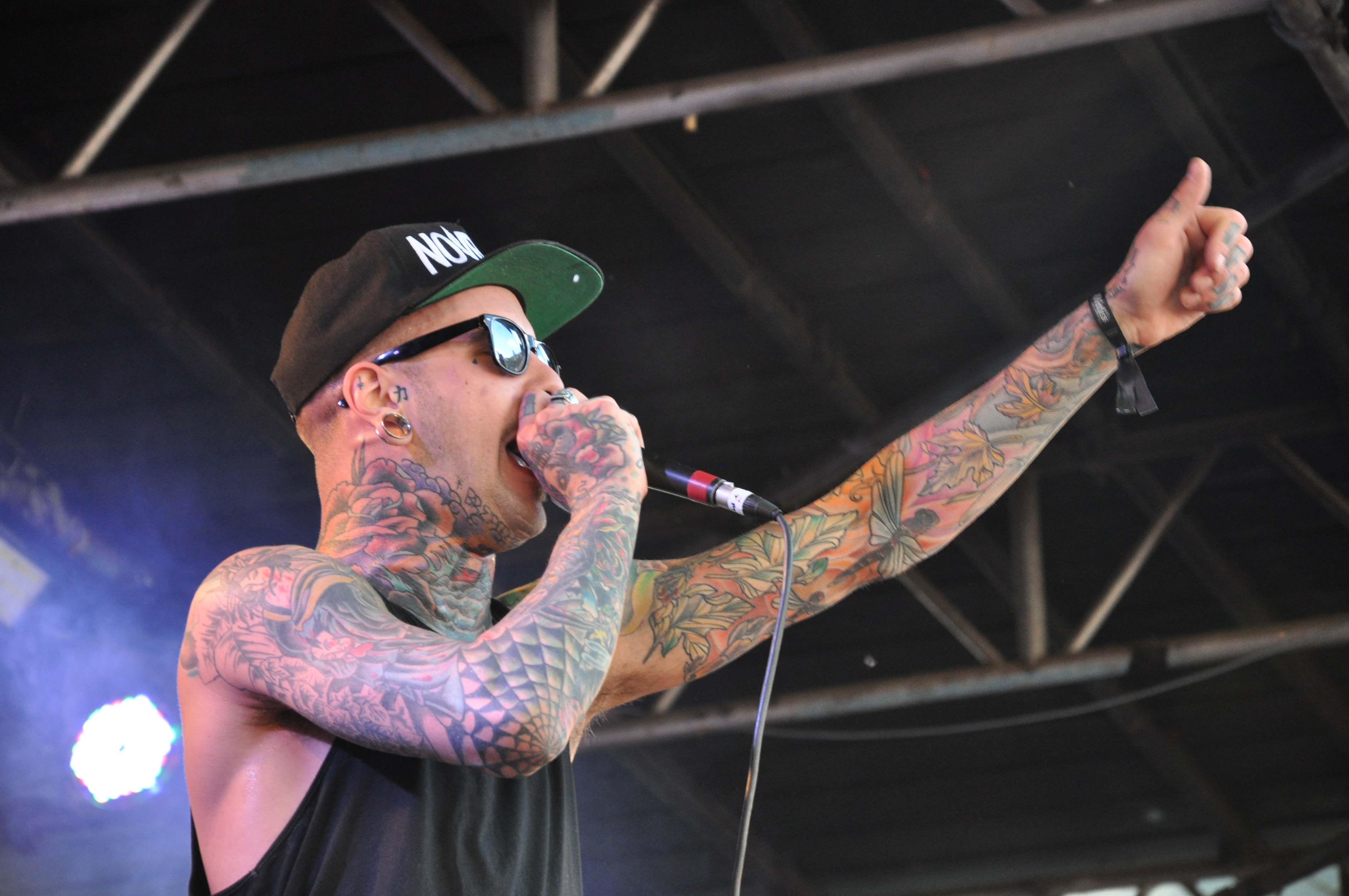
Betraying the Martyrs, au Summerblast Festival 2014.

En 2014, après une tournée européenne avec Asking Alexandria, le groupe retourne en studio pour enregistrer leur second album Phantom. Le 28 mai 2014, le groupe sort le titre Where the World Ends tiré de leur nouvel album. Le 17 juin, le groupe sort un nouveau titre Jigsaw. Le 14 juillet, le groupe sort une reprise de la chanson Let it Go tiré du film d'animation de Disney La Reine des neiges. Le 15 juillet 2014, Betraying The Martyrs sort son second album studio chez Sumerian Records et reçoit une critique positive. Durant l'été 2014, le groupe participe au The All Stars Tour avec Like Moths to Flames, Slaves, Palisades, Sworn In (en), Upon This Dawning, Kublai Khan (groupe) et d'autres.
Le 27 mai 2016, le groupe indique sur son compte Facebook travailler à l'enregistrement de leur troisième album studio. Le 27 juillet de cette même année, ils dévoilent le clip du morceau The Great Desillusion, premier single de l'album. Dans ce clip, on peut voir que Boris Le Gal remplace Mark Mironov qui quittera officiellement le groupe pour des raisons de visa. Betraying the Martyrs participe à plusieurs festivals ; le Freakstok Festival le 30 juillet, le Vagos MetalFest le 13 août, le Neuborn Open Air Festival le 27 août, et l'Euroblast Festival le 2 octobre. En octobre 2016, le groupe annonce qu'il participe en février et mars à la tournée européenne The Self Inflicted European Tour 2017 de Chelsea Grin en compagnie de Make them Suffer et Void of Vision.

### The Resilient(2016 - 2018)
Le 13 novembre 2016, le groupe met en ligne le clip du morceau Won't Back Down tiré de leur troisième album à l'occasion des commémorations des attentats de 2015. Le clip réalisé et édité par Scott Kennedy est une lyric vidéo qui compile des vidéos d'archive sur les attentats. Le 28 novembre 2016, le groupe annonce la sortie de leur troisième album pour le 27 janvier 2017 toujours chez Sumerian Records et s'intitule The Resilient. En fin novembre 2016, l'équipe de programmation du Hellfest annonce la présence du groupe pour l'édition 2017.
En février 2017, lors d'un entretien exclusif accordé au Hellfest, le groupe explique que si l'album a été conçu morceau par morceau, il s'en dégage une homogénéité dont le fil conducteur se concrétise dans le nom de l'album The Resilient. L'écriture de l'album est influencée par les différents attentats survenus en France en 2015. Le groupe exprime au travers de plusieurs titres cette volonté de résilience nécessaire que ce soit pour la société comme pour les individus pour faire face et continuer à vivre.
Le groupe explique également avoir fait appel à un producteur extérieur (Justin Hill, ancien chanteur de SikTh) sur cet album pour finaliser la production et apporter un regard extérieur sur le travail accompli. L'album est décrit comme moins chargé musicalement, permettant de mettre en avant le travail des musiciens et donnant un aspect moins "patchwork technique" que les précédents.
En décembre, le groupe annonce une tournée européenne sous son nom de 24 dates tout au long du mois de mars 2018. La tournée est intitulée The Still Resilient Tour. Le groupe fait escale en Angleterre, Irlande, France, Allemagne, Pays-Bas, République tchèque, Slovaquie, Suisse et Italie.
En septembre, le groupe diffuse par le biais d'une vidéo leur interprétation du titre Bad Country, une reprise du groupe Avenged Sevenfold dans le cadre d'un album collaboratif intitulé Hail To The Kings – A Tribute To Avenged Sevenfold.

### Rapture(2019 - 2022)
Le groupe annonce que leur quatrième album Rapture paraîtra le 13 septembre 2019. Avant sa sortie, une tournée est organisée en Amérique du Nord pendant l'été 2019 mais la deuxième moitié des dates est annulée à cause d'un incendie qui a détruit tout le matériel de tournée du groupe. Une campagne de financement participatif est organisée pour pouvoir racheter le matériel perdu.
Une tournée européenne est prévue pour l'automne 2019.
En septembre 2019, le groupe diffuse en audio, plage par plage, la majeure partie de leur album sur YouTube.

### Silver Lining,Godspeedet séparation (2022 - 2023)
En Avril 2021, Aaron Matts quitte la formation. Le groupe "profite" de la période creuse en cours, due au Covid, pour recruter un nouveau leader. Le 15 octobre 2021, BTM annonce le remplacement de leur chanteur par Rui Martins. Pour l'occasion, ils publient leur premier single de l'EP à paraitre : Black Hole.
Le 24 juin 2022, veille de leur troisième passage au Hellfest, Betraying dévoilent leur 5e opus, un EP de 5 titres : Silver Lining.
Le disque est très bien accueilli par le public. Black Hole bat le record d'écoute du groupe sur les plateformes streaming.
Le 4 octobre 2023, le groupe sort un nouvel EP qui s'intitule Godspeed avec un nouveau clip du nom de Irae + The Veil. À la suite de la sortie du clip, le groupe annonce sa séparation.
Le groupe joue son ultime concert à guichet fermé le 27 janvier 2024 au Trabendo à Paris, accompagné de 3 autres groupes français: Solitaris, Atlantis Chronicles et As They Burn. Le concert est le plus long de leur carrière (environ 1h30) et d'anciens membres du groupes sont invités sur scène pour jouer certains morceaux sortis de la setlist près de 10 ans auparavant.

## Style musical
Betraying the Martyrs est globalement reconnu comme un groupe de deathcore un hybride de metalcore et de death metal,,,.
Le style du groupe mélange différents aspects et sous-genre de métal extrême, et revendique également une appartenance religieuse chrétienne ce qui le place dans le courant metal chrétien. Le groupe utilise les ruptures et blast beats ainsi que le chant guttural qui sont les principaux éléments du deathcore. À quoi ils ajoutent un chant clair sur les refrains et de la programmation utilisés par les groupes de metalcore. Occasionnellement, ils mélangent les mesures impaires comme dans le metal progressif. Les claviers sont utilisés pour donner un ton orchestral aux compositions comme dans le metal symphonique. Pour autant, les éléments spécifiques du deathcore restent prédominants.

## Membres

### Membres actuels
- Rui Martins : chant
- Baptiste Vigier - guitare rythmique (ex-Black Curtains)
- Steeves Hostin - guitare solo (ex-Uneven Structure)
- Victor Guillet - chant clair, claviers (ex-The Beverly Secret)
- Valentin Hauser - guitare basse (ex-Beyond the Dust)
- Boris Le Gal - batterie (ex-Chimp Spanner)

### Anciens membres
- Eddie Czaicki - chant (ex-Darkness Dynamite)
- Antoine Salin - batterie
- Fabien Clévy - guitare
- Mark Mironov - batterie (ancien membre du groupe My Autumn)
- Lucas d'Angelo - guitare (ex-Black Curtains)
- Aaron Matts - chant

## Discographie

### Singles
- 2010 : Survivor (reprise des Destiny's Child)
- 2011 : Man Made Disaster (Sumerian Records/Listenable Records)[45]
- 2011 : Tapestry of Me (Sumerian Records/Listenable Records)
- 2019 : Eternal Machine (Sumerian Records/Listenable Records)

## Vidéographie

### Clips
- 2011 : Man Made Disaster, tiré de Breathe in Life, réalisé par Thomas Welsh
- 2014 : Let It Go (Disney's Frozen Cover), tiré de Phantom, réalisé par Nicolas Delestrade
- 2016 : The Great Disillusion, tiré de The Resilient, réalisé par Igor Omodei
- 2016 : Lost For Words, tiré de The Resilient, réalisé par Igor Omodei
- 2019 : Eternal Machine, tiré de Rapture, réalisé par Igor Omodei
- 2019 : Parasite, tiré de Rapture, réalisé par Igor Omodei
- 2020 : Monster, tiré de Rapture, réalisé à partir de prises de vue en concerts
- 2021 : Black Hole, single, première apparition du nouveau chanteur Rui Martins après le départ de Aaron Matts
- 2022 : Swan Song, tiré de l'EP Silver Lining
- 2023 : Irae + The Veil, tiré de l'EP Godspeed, dirigé par Pavel Trebukhin

### Clip lyrique
- 2016 : Won't Back Down, réalisé par Scott Kennedy, chanson issue de l'album The Resilient

### Clip live
- 2011 : Tapestry of Me, tiré de Breathe in Life, réalisé par Gas Carpenter
- 2017 : The Resilient, tiré de The Resilient, réalisé par Igor Omodei, clip enregistré durant le Hellfest 2017